# Фадеев, Григорий Васильевич
Григо́рий Васи́льевич Фаде́ев (18 марта 1915 год, село Оловянная — 1968 год) — машинист паровозного депо Кушмурун Казахской железной дороги, Кустанайская область, Казахская ССР. Герой Социалистического Труда (1959).

## Биография
Родился в 1915 году в крестьянской семье в селе Оловянная. С 1932 по 1935 года — рабочий станции локомотивного депо станции Кушмурун. С 1936 года — помощник машиниста и с 1937 года — машинист паровозного депо станции Кушмурун.
В 1958 году участвовал в социалистическом соревновании в честь 1 мая. В этом же году перевыполнил план по перевозке и собственные социалистические обязательства. Указом Президиума Верховного Совета СССР от 1 августа 1959 года удостоен звания Героя Социалистического Труда с вручением ордена Ленина и золотой медали «Серп и Молот».
Позднее работал инструктором локомотивного депо станции Кушмурун.
Скончался в 1968 году.

## Награды
- Орден Ленина
- Орден Трудового Красного Знамени (1954)